# ألفرد شاندلر جونيور
ألفرد شاندلر جونيور (بالإنجليزية: Alfred D. Chandler, Jr.) (15 سبتمبر 1918- 9 مايو 2007) كان مؤرخا أميركيا للأعمال ومحاضرا في جامعة هارفرد.

## منشأه وبداية حبه للتاريخ
ولد شاندلر في مدينة غيينكورت بولاية ديلاوير. أصبح مفتوناً بالتاريخ منذ أن بلغ السابعة من العمر بعد أن اشترى له والده كتاب ويلبور فيسك «مدرسة ابتدائية للولايات المتحدة الأميركية» الذي قرأه 19 مرة.

## دراسته وعمله
تخرج من جامعة هارفرد في العام 1940 وحصل على درجة الدكتوراه في تاريخ الأعمال. عمل خلال الحرب العالمية الثانية على تفسير الصور الاستخبارية لصالح البحرية الأميركية. درس المؤرخ الشهير في جامعة هارفرد بين العامين 1971 و1989 بعد أن كان قد مارس مهنة التعليم الجامعي في معهد تكنولوجيا ماساتشوستس وفي جامعة جون هوبكنز الشهيرة.

## مؤلفاته
ألّف نحو 25 كتاباً في قطاع الأعمال الأميركي. حصل شاندلر الذي كان يعد عميداً لنظرية الإدارة على جائزة بوليتزر وجائزة بانكروفت عن كتابه «اليد المنظورة: الثورة الإدارية في قطاع الأعمال الأميركي» الذي نشره في العام 1977.

## مواقفه
يدافع شاندلر عن أن المديرين الذين يتقاضون رواتب مرتفعة يعملون بمثابة «اليد المنظورة» التي حلّت مكان «اليد المخفية» التي روّج لها الاقتصادي الشهير في القرن الثامن عشر آدم سميث في تحديده لمصادر السوق الحرة.

## وفاته
توفي شاندلر عن 88 عاماً في مدينة كامبريدج بولاية ماساتشوستس، وقد أعلنت كلية الأعمال في جامعة هارفرد التي كان يدرّس فيها نبأ الوفاة.

## روابط خارجية
- ألفرد شاندلر جونيور على موقع إن إن دي بي (الإنجليزية)